# Беброво
Бе́брово (болг. Беброво) — село у Великотирновській області Болгарії. Входить до складу общини Єлена.

## Населення
За даними перепису населення 2011 року у селі проживали 234 особи.
Національний склад населення села:
| Національність   | Кількість осіб | Відсоток |
| ---------------- | -------------- | -------- |
| болгари          | 150            | 67,9%    |
| турки            | 48             | 21,7%    |
| цигани           | 0              | 0%       |
| інша             | 3              | 1,4%     |
| не визначились   | 20             | 9,0%     |
| Всього відповіли | 221            |          |

Розподіл населення за віком у 2011 році:
Динаміка населення:

## Уродженці
- Сава Бакарджиєв — генерал-майор Збройних Сил Царства Болгарія.
- Сава Мірков (1850—1927) — болгарський військовий лікар, волонтер.